# Хесо V фон Юзенберг
Хесо V фон Юзенберг (на немски: Hesso V, Herr von Üsenberg; † между 6 февруари 1379 и 17 септември 1379) е последният господар на Юзенберг в Брайзгау в Баден-Вюртемберг.
Той е син на Буркард IV фон Юзенберг († 28 декември 1336) и втората му съпруга Лугарт фон Геролдсек, дъщеря на Херман II фон Геролдсек, фогт на Ортенау († 1298) и Ута фон Тюбинген († сл. 1302), дъщеря на граф Рудолф I фон Тюбинген-Херенберг († 1277) и втората му съпруга графиня Аделхайд фон Еберщайн-Сайн († сл. 1277).
Брат е на Йохан фон Юзенбер-Ендинген († 1376), господар на Юзенберг-Ендинген, и на Клемента фон Юзенберг († сл. 1352), омъжена за Ото I фон Тирщайн († 1352) и сл. 1352 г. за Хайнрих фон Блуменек († 1363). По-голямата му полусестра Агнес фон Юзенберг († 1356) е омъжена за маркграф Хайнрих IV фон Баден-Хахберг († 1369).
Със смъртта на Хесо V фон Юзенберг през 1379 г. родът на господарите на Юзенберг изчезва.

## Фамилия
Хесо V фон Юзенберг се жени 1356 г. за Гизела Малтерер († 4 февруари 1363), дъщеря на финанциера Йоханес Малтерер, управител на Фрайбург († 1360) и Гизела фон Кайзерсберг († 1381). Гизела е внучка на рицар Мартин Малтерер († 1386) и Анна фон Тирщайн († 1401). Те имат една дъщеря:
- Анна фон Юзенберг († 4 ноември 1400), омъжена сл. 1355 г. за граф	Конрад I фон Тюбинген-Лихтенек († 1 октомври 1410), син на граф Готфрид III фон Тюбинген († 1369) и Клара фон Фрайбург († 1371).

Хесо V фон Юзенберг се жени втори път сл. 4 февруари 1363 г. за Агнес фон Хоенгеролдсек († сл. 1404), дъщеря на Хайнрих III фон Геролдсек-Тюбинген († 1376/1378) и Катарина фон Хорбург († 1336). Агнес е внучка на Валтер V фон Геролдсек-Тюбинген († 1362) и графиня Анна фон Фюрстенберг († 1345). Те имат една дъщеря:
- Анна фон Юзенберг († 24 август 1437), омъжена пр. 31 август 1400 г. за херцог Райнолд VI фон Урзлинген († пр. 11 ноември 1442, погребан във Вайтердинген), син на херцог Конрад III/VII фон Урзлинген († сл. 1372) и Верена фон Кренкинген

Вдовицата му Агнес фон Хоенгеролдсек († сл. 1404) се омъжва втори път за маркграф Хесо фон Баден-Хахберг († 1409/1410).